# Szokoli repülőtér
A Szokoli repülőtér (IATA: GDX, ICAO: UHMM) (orosz nyelven: Аэропорт Сокол) nemzetközi repülőtér Oroszországban, amely Magadan közelében található. Éves utasforgalma 387 663 fő (2018).

## Futópályák
A repülőtér futópályái:
- 10/28

## Forgalom
Az utasforgalom az elmúlt években az alábbi módon változott:
| Utasok száma | 284 357 | 325 058 | 370 118 | 350 850 | 329 915 | 376 794 | 387 663 | 425 652 | 342 005 | 471 164 |
|              | 2011    | 2012    | 2013    | 2014    | 2015    | 2017    | 2018    | 2019    | 2020    | 2021    |

## Légitársaságok és úticélok
| Légitársaság                            | Célállomások                                          |
| --------------------------------------- | ----------------------------------------------------- |
| Alrosa                                  | Szezonális: Novosibirsk, Simferopol                   |
| Aurora                                  | Habarovszk                                            |
| IrAero                                  | Irkutsk, Keperveyem, Habarovszk, Pevek, Severo-Evensk |
| Pegas Fly                               | Habarovszk                                            |
| Petropavlovsk-Kamchatsky Air Enterprise | Petropavlovsk-Kamchatsky                              |
| Rossiya                                 | Moscow–Sheremetyevo                                   |
| S7 Airlines                             | Irkutsk, Novosibirsk, Vladivostok                     |
| SiLA Airlines                           | Omolon, Omsukchan, Seymchan, Susuman                  |
| Ural Airlines                           | Yakutsk, Yekaterinburg                                |
| Yakutia Airlines                        | Anadyr, Vladivostok, Yakutsk                          |